# Castillo de Marutegui
El castillo de Marutegui, Murutegi o Morotegi (en euskera, Marutegi Gaztelua) es un castillo situado en la localidad alavesa de Araia. Junto con el castillo de Portilla, es uno de los pocos castillos medievales del País Vasco. En julio de 2021 el Gobierno Vasco lo declaró Bien Cultural de Protección Especial, con la categoría de zona arqueológica.

## Localización
El castillo está ubicado en lo alto de la peña denominada de Marutegui o Marumendi, a poco más de 2 km de Araia y a 863 metros de altitud, y desde el mismo se tiene una perfecta visión de la parte oriental de la Llanada alavesa, así como de la entrada a Navarra por la Barranca. Su envidiable situación permitía además el control de la antigua calzada que llevaba a Guipúzcoa por el Túnel de San Adrián.

## Historia

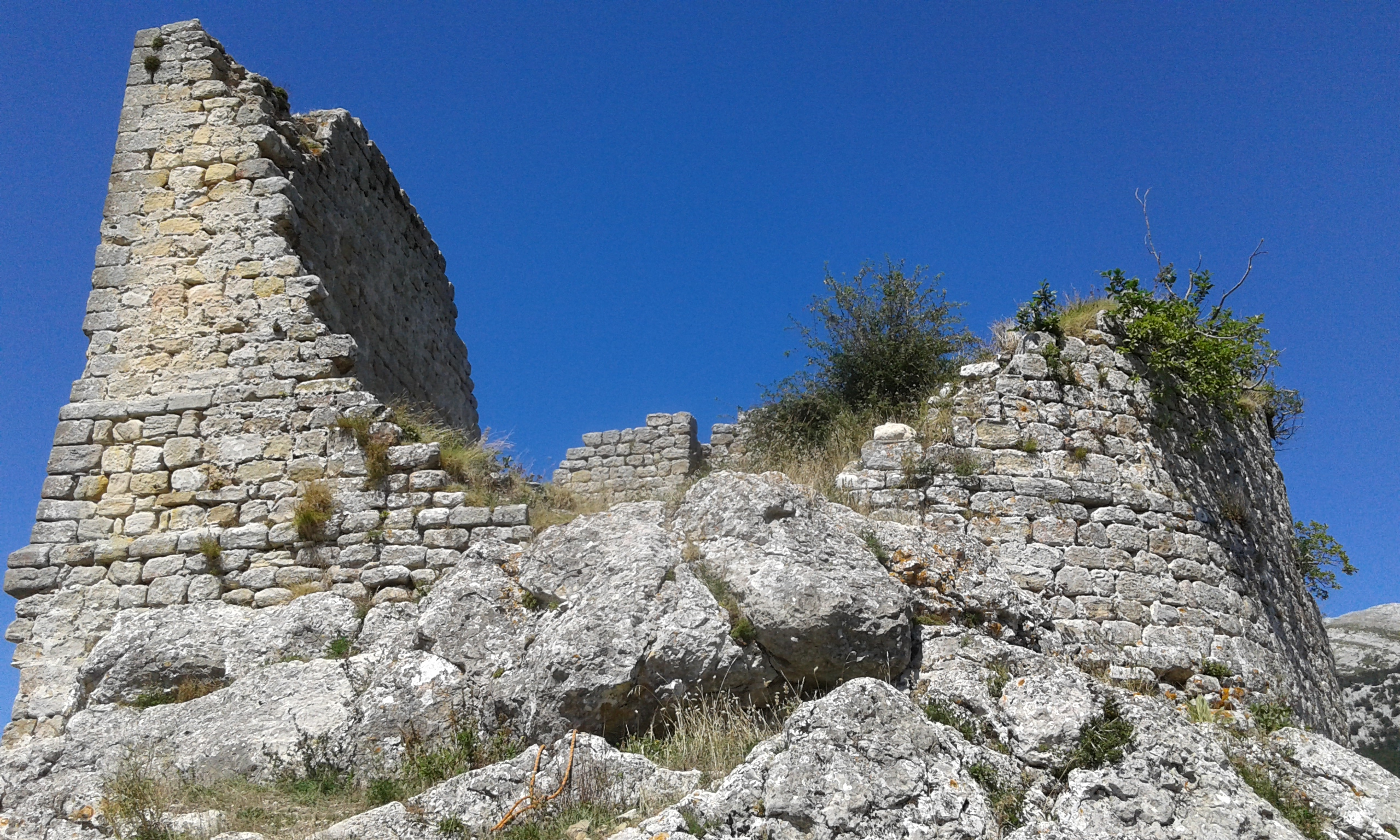
Ruinas del torreón del castillo de Marutegui.

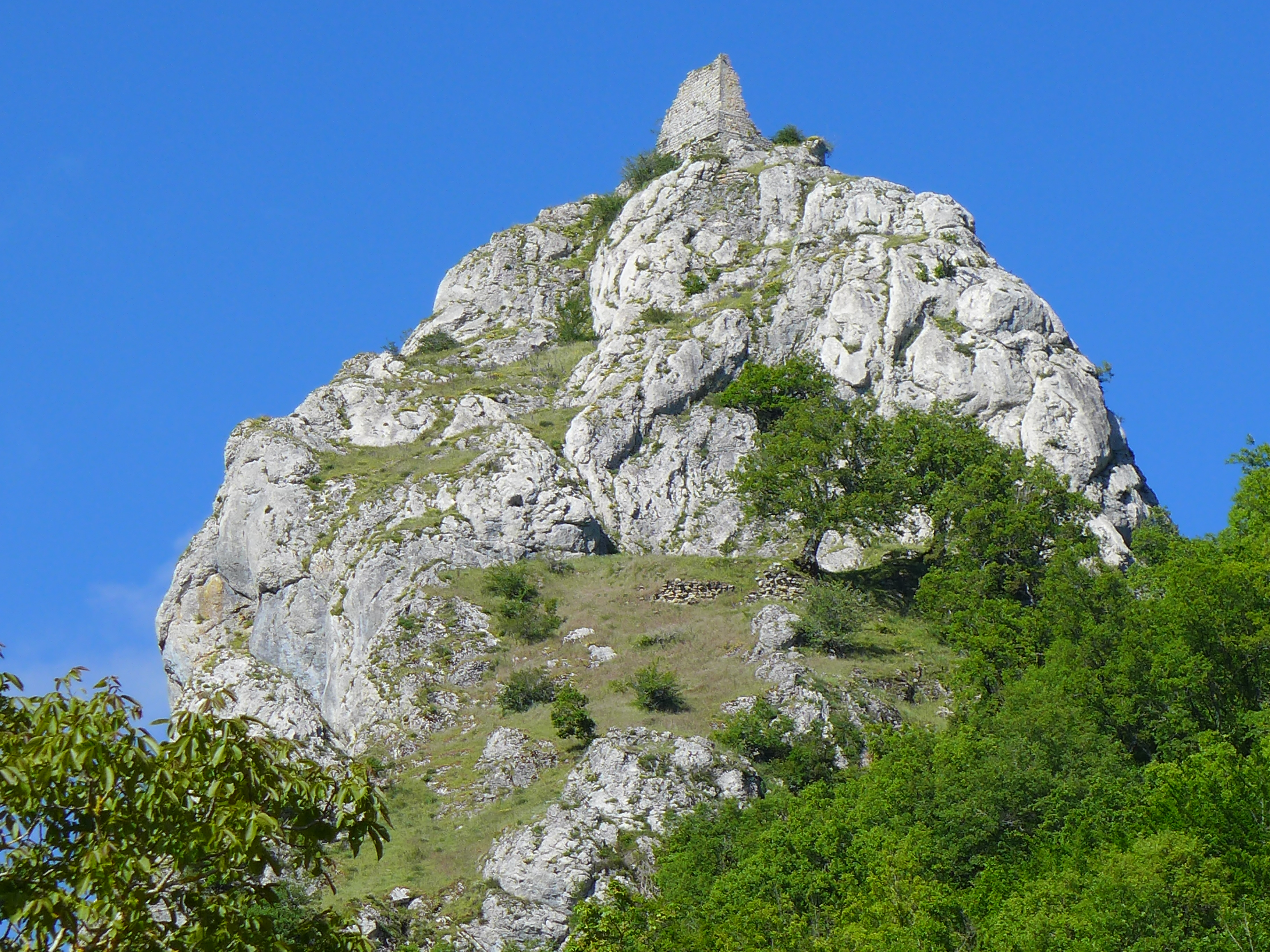
Escarpado acceso al torreón.

Aunque se cree que previamente hubo ya una construcción árabe, de donde viene su nombre, el castillo de Marutegui parece ser que se levantó en el siglo VIII por García Íñiguez de Pamplona para la defensa de la frontera del reino de Pamplona.
El conjunto defensivo se componía de un torreón prácticamente inexpugnable por su ubicación en una peña sin acceso llano y un recinto amurallado en la parte inferior de la misma.
Esta posición perteneció a la línea fronteriza del reino de Navarra con Castilla, así como hacía funciones de protección para la vía comercial que conectaba el interior con la costa a través del mencionado Túnel de San Adrián.